# Fraud Factory

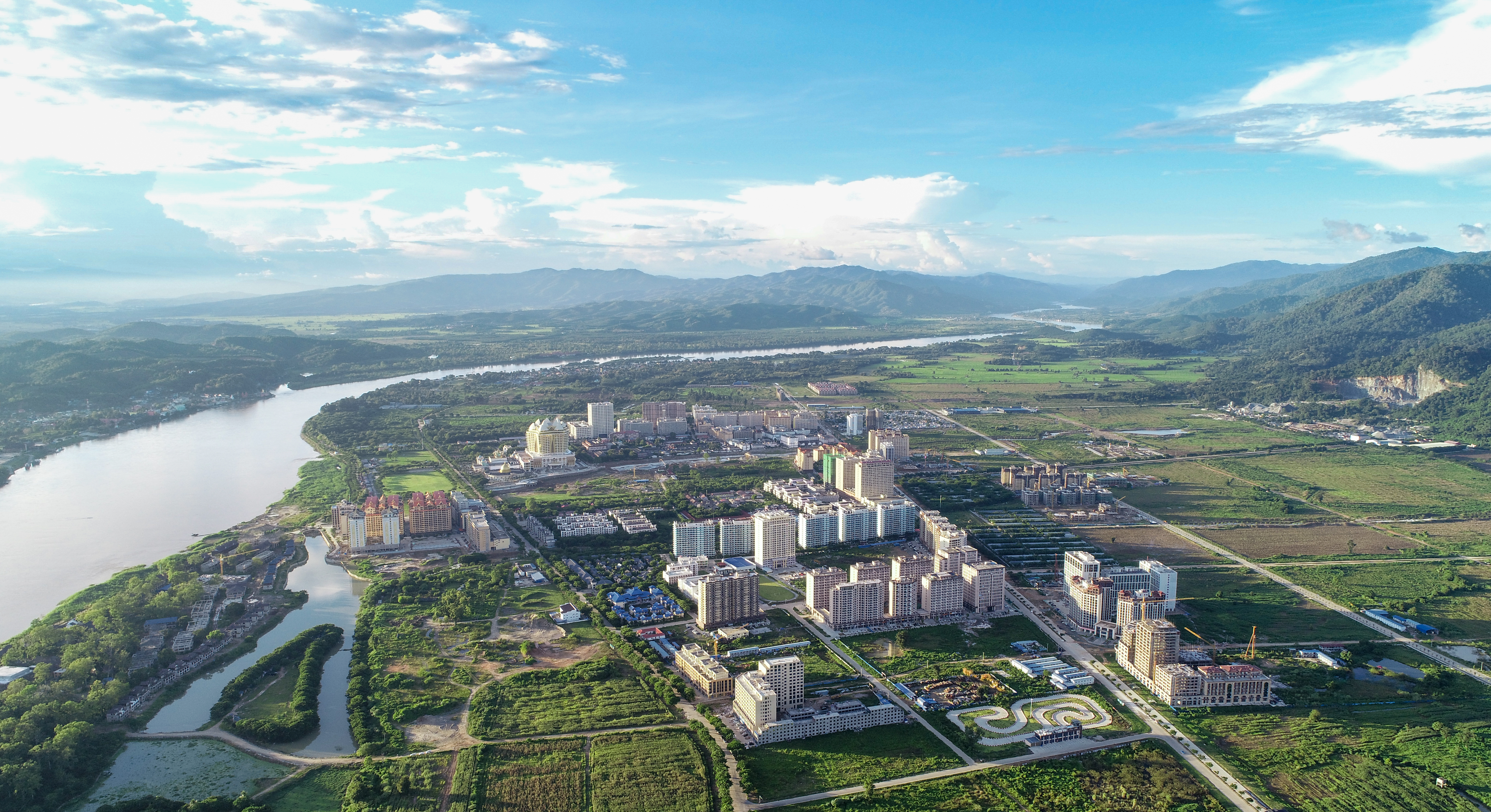
In der Golden Triangle Special Economic Zone sollen sich mehrere Fraud Factories befinden.

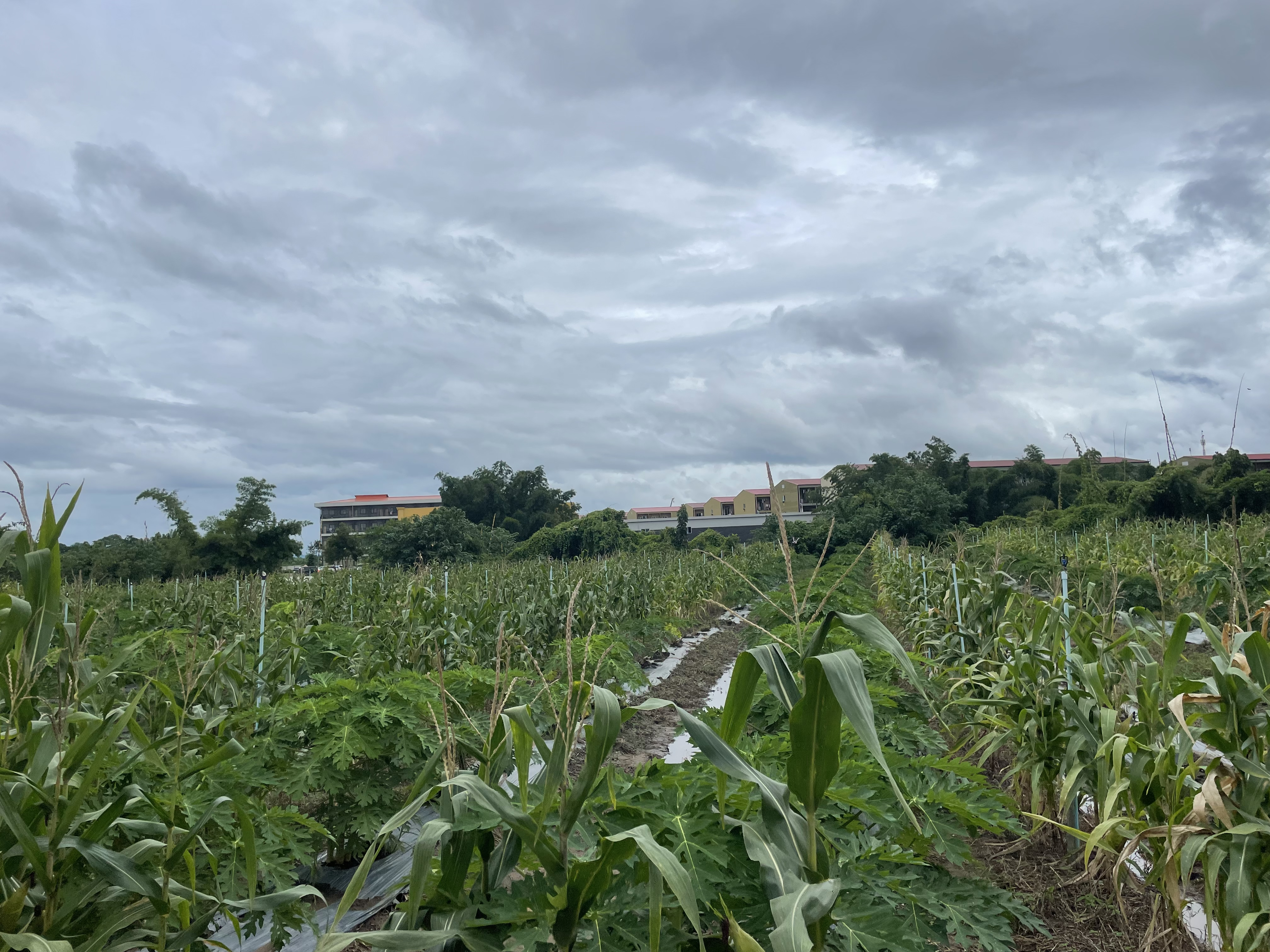
Der KK Park am Moei-Fluss in Myanmar gegenüber von Mae Sot gilt als typische Fraud Factory

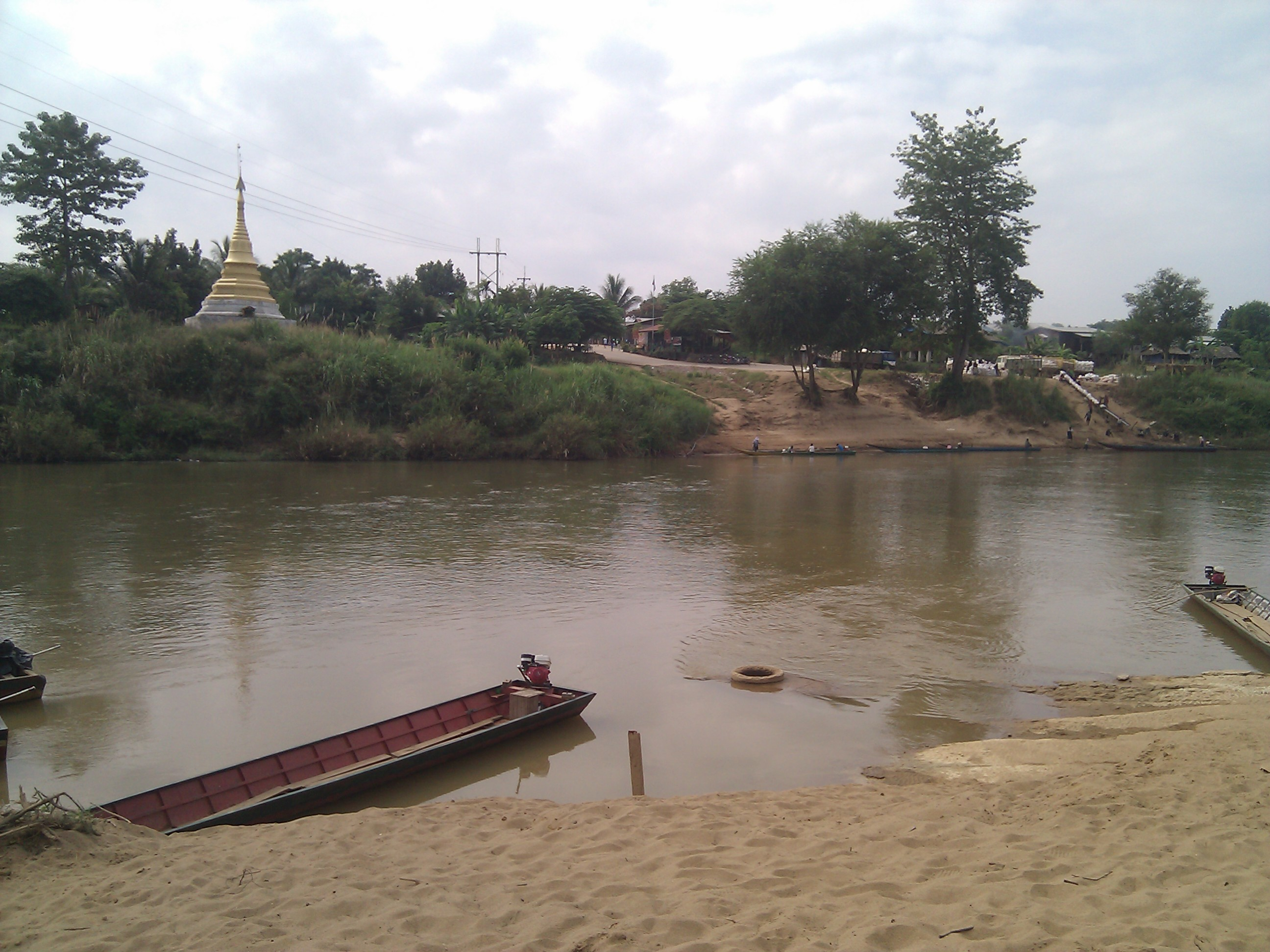
Grenzübergang der BGF am Moei-Fluss. Mit kleinen Fähren werden die Fahrzeuge über die Grenze gebracht.

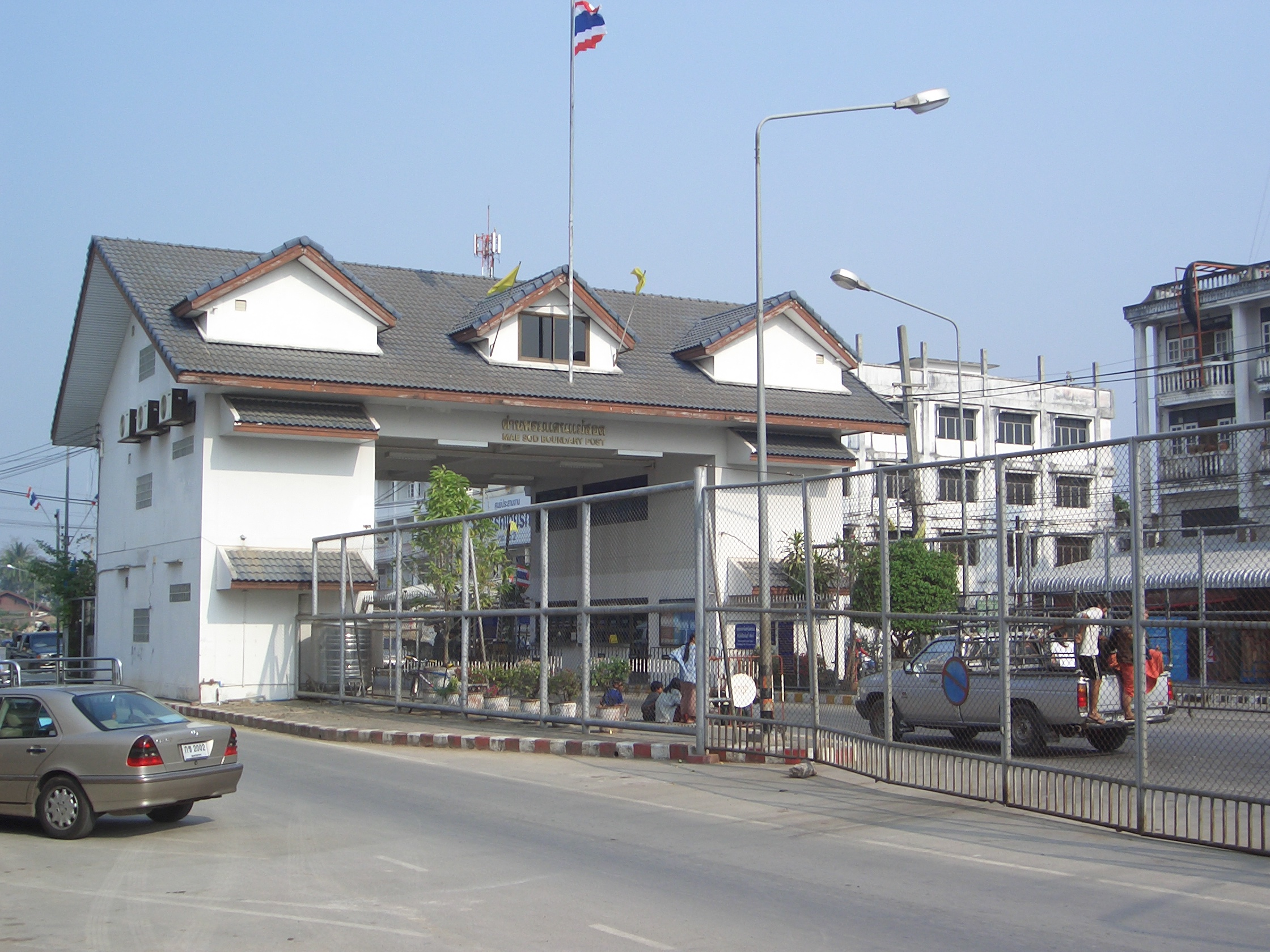
Grenzübergang Mae Sot. Die Stadt gilt als Dreh und Angelpunkt der Fraud Factories.

Als Fraud Factory auch Fraud Park oder Scam Factory, Deutsch Betrugsfabrik oder Scam Fabrik bezeichnet man ein Gelände oder einen Apartmentblock, wo Online-Betrügereien systematisch und koordiniert durchgeführt werden.
Fraud Factories findet man besonders in Kambodscha, Laos und Myanmar, meist im Grenzgebiet zu Thailand und China. Sie werden meistens von chinesischen Triaden kontrolliert. Viele Personen, welche dort arbeiten, werden zur Arbeit gezwungen. Sie wurden Opfer von Menschenhandel. Die Vereinten Nationen schätzen, dass allein in Kambodscha 2023 mindestens 100.000 Personen in solchen Fabriken festgehalten werden; in Myanmar sollen es 120.000 sein. 
Der Begriff Fraud Factory wurde zuerst vom Sydney Morning Herald in einem Artikel am 22. August 2022 verwendet.
Die betroffenen Personen werden illegal über die Grenze nach Laos, Kambodscha oder Myanmar gebracht. Die meisten Betroffenen werden Online angeworben. Meist wird ihnen ein lukrativer Arbeitsplatz in Städten wie Bangkok, Thailand angeboten. Sie werden am Flughafen abgeholt. Von dort werden sie per Minibus oder Taxi in grenznahe Städte wie Mae Sot gefahren, wo ein illegaler Grenzübertritt stattfindet. Durch die illegale Ausreise stecken die Personen in einem Dilemma. Eine Wiedereinreise nach Thailand ist oftmals nur schwer möglich, da der Grenzübertritt illegal erfolgte. Ihr Aufenthalt in Myanmar oder Laos ist gleichermaßen illegal. Dieses Dilemma nutzen die Syndikate aus, um die Personen zum Unterschreiben entsprechender Arbeitsverträge zu zwingen. Aber nicht alle Beschäftigten solcher Fabriken werden zu solchen Arbeiten gezwungen.
Einige machen es freiwillig und werden meist als Supervisor oder Gruppenführer eingesetzt.
In Myanmar befinden sich Fraud Factories vorwiegend in jenen Regionen des Landes, welche nicht von der Zentralregierung kontrolliert werden, bzw. deren Kontrolle örtlichen Milizen anvertraut worden sind. Als Beispiel mögen die Fraud Factories Shwe Kokko und KK Park dienen, welche von der myanmarischen Border Guard Force BGF kontrolliert wurden. Aber auch im Grenzgebiet zu China befanden sich Fraud Factories. Als Beispiel mögen Kokang und Mong La dienen. In der Golden Triangle Special Economic Zone in Laos sollen auch Fraud Factories ihren Sitz haben. In Kambodscha sollen sich Fraud Factories in Poipet und Sihanoukville befunden haben. Die kambodschanischen Behörden gingen aber in den letzten Jahren massiv gegen diese vor, sodass viele nach Myanmar umzogen. 
Die Vorgehensweisen in den Fabriken ähneln sich. Die Mitarbeiter nehmen Kontakt via Soziale Medien zu ihren Opfern auf und bauen ein Vertrauensverhältnis zu diesen auf. Danach bieten sie den Opfern sichere Investionsmöglichkeiten wie das Spekulieren in Cryptowährungen an. Oftmals kommen geklonte Apps zum Einsatz, die einer bekannten App ähneln. Am Anfang werden Gewinne ausgeschüttet; nachdem das Opfer genügend Geld investiert hat, werden die Konten geschlossen. Die Opfer werden aber auch auf Glücksspielseiten geködert.
In der Vergangenheit wurde wenig gegen diese Fraud Factories unternommen. Erst in letzter Zeit (2024) wurden Regierungen aktiv. So geht die chinesische Regierung massiv gegen diese vor. In diesem Zusammenhang muss man die Operation 1027 sehen, da besonders chinesische Bürger von den Betrügereien betroffen waren. Die thailändische Polizei startete 2023 eine Kampagne, um auf das Problem aufmerksam zu machen. 2023 sperrte die thailändische Provincial Electricity Authority den Strom für mehrere Fraud Factories. Offiziell können die wenigsten Regierungen ihren betroffenen Bürgern helfen, da sich die Personen in Gebieten befinden, wo selbst die betroffenen Staaten wenig Einfluss haben. Es gibt Hilfsorganisationen wie Global Alms, welche versuchen, den in Not geratenen Mitarbeitern der Fraud Factories zu helfen.
In vielen Fraud Factories werden Mitarbeitende wie Sklaven gehalten. Sie müssen bis zu 16 Stunden am Tag Kontakt zu ihren Opfern via Soziale Medien halten. Quoten werden gesetzt, und werden diese nicht erfüllt, werden die Mitarbeiter verprügelt, gefoltert oder sogar getötet. Viele Fraud Factories sind oftmals wie Gefängnisse oder Kasernen aufgebaut mit bewaffneten Wachmannschaften. So sollen in Kokang mehrere Mitarbeiter einer Fraud Factory mit Namen Crouching Tiger Villa erschossen worden sein, nachdem sie versucht hatten zu flüchten.